# Šemnice
Šemnice (németül: Schömitz)  település Csehországban, a Karlovy Vary-i járásban. Šemnice Kyselka, Sadov, Karlovy Vary és Andělská Hora településekkel határos. Lakosainak száma 685 fő (2024. január 1.).

## Népesség
A település lakosságának változását az alábbi diagram mutatja:
| Lakosok száma | 829  | 857  | 959  | 355  | 425  | 488  | 670  | 673  | 659  | 685  |
|               | 1869 | 1890 | 1921 | 1950 | 1980 | 2001 | 2017 | 2019 | 2022 | 2024 |